# Trastamara
Dinastija Trastamara je dinastija kraljeva koji su vladali Kastiljom od 1369. do 1504., Aragonijom od 1412. do 1516., Navarrom od 1425. do 1479. i Napuljem od 1458. do 1501.
Glavna karakteristika svih članova dinastije je jačanje monarhističkog autoriteta i ekonomski razvoj koji je poticala buržoazija. Smatraju se jednim od prvih autoritarnih monarhija. Uspjeli su uvesti europsku diplomaciju u Kastiliju, modernizirajući je i pretvorivši je u silu sposobnu nametnuti svoju hegemoniju na Pirenejski poluotok.
Dinastija je dobila ime po grofoviji Trastamara, titula koju je nosio Henrik II. Kastiljski (1369. – 1379.) prije nego što je stupio na prijestolje (nakon građanskog rata koji se završio smrću njegovog brata Petra I. Okrutnog) jer ga je odgojio i obrazovao grof Rodrigo Alvarez.
Dinastija Trastamara je okupirala aragonsko prijestolje putem dogovora iz Kaspe (1412.), kojim se završava borba oko prijestolja nastala zbog smrti Martina I. 1410. koji nije imao nasljednika.
Posljednji monarh ove dinastije koji je vladao u Španjolskoj bila je Ivana I. Kastilijska. Pošto se udala za Filipa Lijepog, na španjolsko prijestolje nakon nje dolazi austrijska dinastija Habsburg.

## Unutarnje poveznice
- Vladari Kastilje
- Vladari Navarre
- Vladari Aragonije